# Super Model Centroamérica
Super Model Centroamérica è un reality show che riuniva diverse ragazze aspiranti modelle da Costa Rica, El Salvador, Guatemala, Honduras, Nicaragua e Panama; tutte abitano insieme in una villa a Heredia, Costa Rica. La vincitrice, oltre al titolo di Super Model Centroamérica, ha guadagnato un contratto con l'agenziadi modelle Ford Models.
La prima, e sino ad ora unica edizione è stata vinta da Lisseth Cáceres, proveniente da Panama; lo show è stato presentato dalla modella Leonora Jiménez.

## Edizioni
| Edizione | Première    | Vincitrice      | Seconda classificata | Altre concorrenti | Numero di concorrenti | Destinazione internazionale |
| -------- | ----------- | --------------- | -------------------- | --- | --------------------- | --------------------------- |
| 1        | Agosto 2007 | Lisseth Cáceres | Nadine Maxwell       | Gabriela Rubio, Iva Grijalva, Mariel Lagos, Graciela Montenegro, Marcela Alger, Jessica Sánchez, Leslie Lino, Iris Vega, Nadege Herrera, Denisse Rivas | 12                    | Barcellona                  |